# Kasachische Eishockeymeisterschaft 2006/07
Die Saison 2006/07 war die 15. Spielzeit der kasachischen Eishockeyprofiliga. Es nahmen sieben Vereine am Wettbewerb teil. Den Titel des Kasachischen Meisters sicherte sich zum 13. Mal Kaszink-Torpedo Ust-Kamenogorsk. Parallel wurde zum fünften Mal der Kasachische Eishockeypokal ausgetragen, den der HK Kasachmys Satpajew gewann.

## Modus
Die sieben Teilnehmer spielten in einer Vierfachrunde, so dass jede Mannschaft auf die Anzahl von 24 Spielen kam. Die Mannschaft mit den meisten Punkten sicherte sich am Ende die Meisterschaft.
Für einen Sieg in der regulären Spielzeit von 60 Minuten erhielt eine Mannschaft drei Punkte, der unterlegene Gegner ging leer aus. Bei einem Unentschieden ging es erstmals überhaupt in die Verlängerung. Wenn dort kein Tor fiel und es beim Unentschieden blieb, erhielt jede Mannschaft einen Punkt. Bei einem Treffer erhielt der Sieger noch zwei Punkte, der Verlierer musste sich mit einem begnügen.

## Abschlusstabelle
Nach Ablauf der 24 Runden sicherte sich Kaszink-Torpedo Ust-Kamenogorsk souverän den Meistertitel mit 15 Punkten Vorsprung auf den HK Kasachmys Satpajew. Die Mannschaft Ust-Kamenogorsks gewann 23 ihrer 24 Partien und wetzte die Scharte des Vizemeistertitels im Vorjahr wieder aus.
Kaszink-Torpedo Ust-Kamenogorsk und der HK Kasachmys Satpajew spielten im Saisonverlauf parallel in der zweitklassigen russischen Wysschaja Liga. Die zweiten Mannschaften Ust-Kamenogorsks und Karagandas sowie Barys Astana, Gornjak Rudny, der HK Saryarka Karaganda und HK Irtysch Pawlodar liefen in der drittklassigen russischen Perwaja Liga auf. Darüber hinaus nahm der HK Kasachmys Satpajew am IIHF Continental Cup in der Saison 2006/07 teil und erreichte erstmals die Vorschlussrunde.
Abkürzungen: Sp = Spiele, S = Siege, OTS = Siege nach Overtime, U = Unentschieden, OTN = Niederlagen nach Overtime, N = Niederlagen, Pkt = Punkte
|                                 | Sp | S  | OTS | U | OTN | N  | Tore    | Pkt |
| ------------------------------- | -- | -- | --- | - | --- | -- | ------- | --- |
| Kaszink-Torpedo Ust-Kamenogorsk | 24 | 20 | 3   | 0 | 0   | 1  | 145:049 | 66  |
| HK Kasachmys Satpajew           | 24 | 16 | 1   | 0 | 1   | 6  | 119:050 | 51  |
| Gornjak Rudny                   | 24 | 13 | 1   | 0 | 3   | 7  | 088:081 | 44  |
| HK Saryarka Karaganda           | 24 | 13 | 1   | 1 | 1   | 8  | 118:082 | 43  |
| Barys Astana                    | 24 | 9  | 1   | 1 | 1   | 12 | 093:076 | 41  |
| HK Irtysch Pawlodar             | 24 | 3  | 2   | 0 | 2   | 17 | 058:113 | 15  |
| Jenbek Almaty                   | 24 | 0  | 0   | 0 | 1   | 23 | 024:194 | 1   |

## Beste Scorer
Abkürzungen: Sp = Spiele, T = Tore, V = Assists, Pkt = Punkte; Fett: Saisonbestwert
| Spieler            | Team            | Sp | T  | V  | Pkt |
| ------------------ | --------------- | -- | -- | -- | --- |
| Roman Startschenko | Ust-Kamenogorsk | 20 | 14 | 11 | 25  |
| Andrei Spiridonow  | Ust-Kamenogorsk | 24 | 14 | 11 | 25  |
| Michail Jurjew     | Astana          | 24 | 12 | 13 | 25  |
| Michail Pikalow    | Karaganda       | 22 | 9  | 16 | 25  |
| Wadim Rifel        | Ust-Kamenogorsk | 20 | 8  | 16 | 24  |
| Talgat Schailauow  | Ust-Kamenogorsk | 21 | 15 | 8  | 23  |
| Alexander Filippow | Satpajew        | 24 | 8  | 15 | 23  |
| Lew Krutochwostow  | Satpajew        | 23 | 12 | 10 | 22  |
| Alexei Obuchow     | Karaganda       | 24 | 10 | 12 | 22  |
| Dmitri Demidenko   | Karaganda       | 23 | 8  | 13 | 21  |

## Auszeichnungen
| Auszeichnung                             | Spieler           | Team                            |
| ---------------------------------------- | ----------------- | ------------------------------- |
| Wertvollster Spieler (Journalisten-Wahl) | Talgat Schailauow | Kaszink-Torpedo Ust-Kamenogorsk |